# Harpinia plumosa
Harpinia plumosa is een vlokreeftensoort uit de familie van de Phoxocephalidae. De wetenschappelijke naam van de soort is voor het eerst geldig gepubliceerd in 1842 door Kroyer.